# Saint-Pierre (Besançon)
De Sint-Pieterskerk of Saint-Pierre in de Franse stad Besançon werd oorspronkelijk gebouwd in de 4e eeuw als de bisschopskerk van de stad. In de tweede helft van de 8e eeuw werd de kathedraal van Besançon gebouwd als nieuwe bisschopszetel. De Sint-Pieterskerk werd herbouwd in de 11e eeuw, mogelijk onder het aartsepiscopaat van Hugo de Salins. In de 17e eeuw waren er al plannen voor een nieuwbouw van de kerk, omdat de middeleeuwse aanblik niet paste in de stad. Na een eerste poging in 1732, die al vroeg werd verlaten, werd in 1772 de beroemde Parijse architect Victor Louis ingeschakeld. Zijn inbreng, met name ook de zuilengalerij, werd voltooid door de architect Claude Joseph Alexandre Bertrand in 1786.

## Interieur
Het grondplan is vormgegeven als Grieks kruis met vier hoge Korinthische zuilen die de koepel ondersteunen. De friezen werden uitgevoerd door de familie Marca, oorspronkelijk afkomstig uit Piemonte, maar vele generaties actief in Franche-Comté en bekend om hun stucwerk. De orgeltribune draagt de datum 1784.
In de rechter apsis staat een prachtige piëta gebeeldhouwd door Luc Breton op verzoek van de markiezin van Ligniville, uit 1786-1787. Het hoogaltaar uit de restauratieperiode is versierd met een groot ivoren kruisbeeld uit het seminarie; een bekleding in Lodewijk XV-stijl, een grote "Gloria" met de vier evangelisten rechts en links, samen gemaakt onder het eerste rijk door de beeldhouwer P.A. Lapret met tekeningen van D. Paillot. De preekstoel is in Lodewijk XV-stijl en is afkomstig uit de kerk van Sint-Franciscus Xaverius. 
Rechts van het koor hangt een gedenkplaat die herinnert aan het feit dat «Monsieur», de broer van koning Lodewijk, de toekomstige Karel X, op 26 en 12 1814 in deze kerk de Heilige Mis bijwoonde. Links van het koor hangt in de kapel een schilderij van Maerten de Vos, met de opstanding van Lazarus als onderwerp. Dit werk is afkomstig uit de collectie van Antoine Perrenot de Granvelle. De Madonna met kind in de linker apsis is gemaakt door Auguste Clésinger (de schoonzoon van George Sand) die naar verluidt de moeder van Christus de gelaatstrekken van haar vriend, de gravin van Ormenans, heeft gegeven.
Het orgel is vervaardigd door de firma van de familie Callinet en dateert van 1809. Leden van dezelfde familie hebben het instrument uitgebreid en aangepast in 1834 en nogmaals in 1875.